# Johan Fredrik Widgren
Johan Fredrik Widgren, född 4 februari 1810 i Åtvids socken, död 17 oktober 1883 i Normlösa socken, var en svensk präst och botaniker.
Johan Fredrik Widgren var son till snickaren Carl Fredrik Widgren och Anna Helena Asklund. Han blev student vid Uppsala universitet 1829, filosofie kandidat 1839 och filosofie magister där samma år samt prästvigdes 1841. Widgren reste 1841 till Brasilien som huspredikant hos svensk-norske generalkonsuln i Rio de Janeiro J. C. von Schantz, gjorde där utmärkta och högst betydande växtsamlingar, omkring 50.000 exemplar, samt besökte 1844–1846 den svenska läkare och botanikern Anders Fredrik Regnell i Caldas. Sina rika samlingar medförde Widgren 1847 hem till Sverige. De inlöstes 1850 av staten och fördelades mellan Riksmuseet och Uppsala universitet, Lunds universitet och några gymnasier. Widgren förtog i botaniskt syfte flera resor till Dovre i Norge. Han blev kollega vid Ladugårdslands lägre elementarläroverk i Stockholm och rektor där 1855. Från 1865 till sin död var han kyrkoherde i Normlösa och Herrberga i Östergötland. Efter Widgren har växtsläktet Widgrenia fått sitt namn.